# Aegla prado
Aegla prado es una especie de decápodo aéglido integrante del género Aegla, cuyos miembros son denominados comúnmente cangrejos tanque, cangrejos pancora, cangrejos de agua dulce, falsos cangrejos o cucarachas de río. Este crustáceo habita en aguas dulces del centro-sudeste de América del Sur.

## Taxonomía
Esta especie fue descrita originalmente en el año 1942 por el biólogo carcinólogo estadounidense Waldo LaSalle Schmitt.
Localidad y ejemplares tipo
Fue descrita con ejemplares proveniente del arroyo Miguelete, Prado, Montevideo, Uruguay. El holotipo es un macho de 25 mm de longitud, etiquetado como el USNM 80017, colectado por el Dr. Juan Tremoleras el 1 de diciembre de 1925. Los paratipos son un macho y una hembra (MCZ 12317), con los mismos datos de colecta.

## Distribución y hábitat
Este cangrejo habita en el fondo de arroyos, ríos y lagunas de agua dulce. Se distribuye en el sur del Brasil, en el sudeste del estado de Río Grande del Sur, y en el este del Uruguay.
Brasil
- Río Grande del Sur: Pelotas, arroyo Moreira, Uruguayana, Cerro Grande do Sul, arroyo Bagé, São José do Norte, Rincão dos Veados, arroyo Candiota, lagoa do Jacaré, lagoa da Figueira, lagoa Negra, lagoa Nicola, lagoa Caíuba, lagoa de Mangueira, estación ecológica Taim, Río Grande.

Uruguay
- Canelones: Pinamar, puente de Tambó, arroyo Tropa Vieja.
- Maldonado: Ruta 12 y arroyo Sarandí, Ruta 9 y arroyo Maldonado, Ruta 9 y arroyo José Ignacio, arroyo San Carlos en San Carlos.
- Montevideo: Prado, arroyo Malvin.
- Rocha: laguna Negra (margen sur), Ruta 9 km 225 y arroyo Don Carlos.

Presenta desarrollo directo, es decir, la fase larval está ausente. Los huevos y los juveniles son transportados por la hembra en el abdomen.

## Características y costumbres
Los machos de este pequeño cangrejo miden en promedio 13,28 mm (extremos de 9,69 y 19,40 mm) y las hembras un promedio 14,99 mm (extremos de 10,32 y 25,70 mm).